# Municipio de Garfield (Illinois)
El municipio de Garfield (en inglés: Garfield Township) es un municipio ubicado en el condado de Grundy en el estado estadounidense de Illinois. En el año 2010 tenía una población de 1586 habitantes y una densidad poblacional de 33,75 personas por km².

## Geografía
El municipio de Garfield se encuentra ubicado en las coordenadas 41°8′56″N 88°19′44″O / 41.14889, -88.32889. Según la Oficina del Censo de los Estados Unidos, el municipio tiene una superficie total de 47 km², de la cual 46,88 km² corresponden a tierra firme y (0,24 %) 0,11 km² es agua.

## Demografía
Según el censo de 2010, había 1586 personas residiendo en el municipio de Garfield. La densidad de población era de 33,75 hab./km². De los 1586 habitantes, el municipio de Garfield estaba compuesto por el 94,33 % blancos, el 0,95 % eran afroamericanos, el 0,19 % eran amerindios, el 0,13 % eran asiáticos, el 2,21 % eran de otras razas y el 2,21 % eran de una mezcla de razas. Del total de la población el 5,99 % eran hispanos o latinos de cualquier raza.